# Problema de Suslin
Em matemática, o Problema de Suslin é uma questão referente a conjuntos totalmente ordenados enunciada por Mikhail Yakovlevich Suslin em 1920. Solovay e Tennenbaum demonstraram que o Problema de Suslin não pode ser decidido na base dos axiomas de ZFC
(Suslin também é escrito Souslin, a transliteração francesa do cirílico Суслин.)

## Enunciado
Dado um conjunto totalmente ordenado e não vazio R com as seguintes propriedades:
1. R não tem máximo nem mínimo.
2. a ordem de R é densa (entre dois elementos, sempre tem um outro).
3. a ordem de R é completa, (todo subconjunto não vazio limitado tem um supremo e um ínfimo).
4. toda coleção de intervalos abertos, disjuntos dois a dois, em R é enumerável (o que é chamado "condição de cadeia enumerável", ccc em inglês).

é R necessariamente isomorfo (segundo a ordem) ao conjunto dos números reais?
A Hipótese de Suslin é a resposta afirmativa a essa questão. De maneira equivalente, a Hipótese de Suslin pode ser enunciada como: "toda árvore de tamanho ω1 ou bem tem um ramo de altura ω1, ou bem tem uma anti-cadeia de cardinalidade ω1.
Se a condição de cadeia enumerável é substituída pela condição "R contém um subconjunto enumerável denso", então pode ser demonstrado que R é isomorfo ao conjunto dos números reais. Na teoria dos corpos ordenados essa condição implica que o corpo é arquimediano.
A Hipótese generalizada de Suslin afirma que para todo cardinal infinito regular κ, toda árvore de altura κ ou bem tem um ramo de comprimento κ, ou bem tem uma anti-cadeia de cardinal κ.

## Consequências
A Hipótese de Suslin é independente em ZFC, pois não pode ser demonstrada nem refutada se os axiomas de ZFC são consistentes. Além disso, é independente tanto da Hipótese do Contínuo Generalizada como de sua negação. Entretanto, o Axioma de Martin mais a Hipótese do Contínuo implicam a Hipótese de Suslin. Uma consequência do chamado "Princípio Diamante, de Jensen" [utilizado na Teoria combinatória dos Conjuntos] é a negação da Hipótese de Souslin.